# Wilton (Illinois)
Pour les articles homonymes, voir Wilton.
Wilton est une communauté non-incorporée situé dans le Comté de Will de l'État américain de l'Illinois.

## Géographie
Wilton est situé au nord-est de Wilton Center, au nord-est d'Andres et au sud de Frankfort. La communauté fait partie du Township de Wilton.

## Démographie
Au recensement de 2000, la population était de 20 habitants, ce qui en fait la plus petite communauté non-incorporée du comté, derrière Andres.